# Jean Duhamel
Jean Duhamel soprannominato il Santeul della Normandia (Vire, ... – ...; fl. XVIII secolo) è stato un poeta francese.

## Biografia
Professore di eloquenza al Collège des Grassins, uno dei nove collegi dell'antica Università di Parigi, Duhamel fu autore di poesie latine. Nel 1720 pubblicò un'edizione annotata delle opere di Orazio.
Compose in latino l'Ode sur le cidre che ebbe notevole successo durante la disputa su quale fosse il migliore vino fra quello di Champagne e quello di Borgogna, e che fu poi tradotta in francese e pubblicata sul Mercure de France nel 1728.
Morì dopo il 1734.